# حزب تحالف عموم ليبيريا
حزب تحالف عموم ليبيريا هو حزب سياسي في ليبيريا. في الانتخابات التي أجريت في 19 يوليو 1997، حصل مرشح الحزب للرئاسة الحاج كرومه على 4.02٪ من الأصوات. وفاز الحزب بثلاثة مقاعد من أصل 64 في مجلس النواب و2 من أصل 26 مقعدًا في مجلس الشيوخ. وبينما اعتبر المراقبون الدوليون الانتخابات حرة وشفافة إدارياً، أشاروا إلى أنها جرت في جو من التخويف لأن معظم الناخبين اعتقدوا أن زعيم المتمردين السابق ومرشح الحزب الوطني تشارلز تايلور سيعود إلى الحرب إذا هُزم.
ترشح كرومه مرة أخرى للرئاسة في 11 أكتوبر 2005. حصل على 2.8٪ من الأصوات. وفاز الحزب بمقعد واحد في مجلس الشيوخ ومقعدين في مجلس النواب.
 ليبيريا